# Egeïsche Zeeregio
Egeïsche Zeeregio (Turks: Ege Bölgesi) is een regio in het westen van Turkije, die haar naam ontleent aan de ligging langs de Egeïsche Zee. De regio beslaat ongeveer 10% van het totale oppervlakte van Turkije.

## Overzicht van de provincies in de Egeïsche Zeeregio
| Detailkaart                        |
| ---------------------------------- |
|                                    |
| Provincies in de Egeïsche Zeeregio |

| Provincie | Provincie      | Inwoners  | Oppervlakte | Hoofdplaats    | Inwoners  |
| --------- | -------------- | --------- | ----------- | -------------- | --------- |
|           | Afyonkarahisar | 747.555   | 14.532 km²  | Afyonkarahisar | 251.799   |
|           | Aydın          | 1.148.241 | 7.922 km²   | Aydın          | 259.027   |
|           | Denizli        | 1.056.332 | 11.868 km²  | Denizli        | 651.200   |
|           | İzmir          | 4.462.056 | 11.811 km²  | İzmir          | 4.367.251 |
|           | Kütahya        | 580.701   | 12.119 km²  | Kütahya        | 263.863   |
|           | Manisa         | 1.468.279 | 13.120 km²  | Manisa         | 385.452   |
|           | Muğla          | 1.048.185 | 12.716 km²  | Muğla          | 82.717    |
|           | Uşak           | 375.454   | 5.174 km²   | Uşak           | 236.366   |

Centraal-Anatolië · Egeïsche Zeeregio · Marmararegio · Middellandse Zeeregio · Oost-Anatolië · Zuidoost-Anatolië · Zwarte Zeeregio